# Политех-СамГТУ (баскетбольный клуб)
Политех-СамГТУ — российский  женский баскетбольный клуб Самары, основанный на базе Самарского государственного технического университета. Играет в Суперлиге.

## История
Женский баскетбольный клуб «Политех-СамГТУ» был основан в  2000 году.
Инициаторам создания команды выступил ректор СамГТУ Владимир Калашников, а возглавил команду заслуженный тренер России Леонид Окунев.
В 2003 году, на третий год участия в первенстве России, «Политех» занял второе место в Высшей лиге. Через год «Политех», который уже тренировал Алексей Саяпин, стал победителем Высшей лиги, тогда — второго по статусу дивизиона российского чемпионата. В том же году директором клуба стал Владимир Жарков. В сезоне 2004—2005 команда под руководством заслуженного тренера России Александра Власова выступал в Суперлиге.
В сезонах 2005—2006 и 2006—2007 «Политех» становился победителем первенства Поволжья розыгрыша Студенческой баскетбольной лиги, а затем три сезона подряд становился лучшей командой Приволжского федерального округа чемпионата Ассоциации студенческого баскетбола, по праву считаясь одной из лучших студенческих команд страны. Еще одно подтверждение этому — успешное выступление на Всероссийских универсиадах: в Казани в 2008 году «Политех» был четвертым, а через два года в Пензе — вторым.
В период с 2001 по 2009 год в команде было подготовлено 10 мастеров спорта, а воспитанница «Политеха» Евгения Кожевникова стала мастером спорта международного класса и выступала за ведущие российские клубы. В сезоне-2007-2008 в составе БК «Динамо» Москва она стала обладательницей Кубка Европы. А Маргарита Подлесных в составе студенческой сборной России завоевала серебряные медали летней Универсиады 2009 г. в Белграде.
Возвращение на профессиональный уровень произошло летом 2010 г. благодаря совместной работе Федерации баскетбола Самарской области и Самарского государственного технического университета. По инициативе ректора СамГТУ Д. Е. Быкова, главным тренером команды, в сезоне-2010-2011 после долгого перерыва вернувшейся в Высшую лигу национального чемпионата, стала воспитанница клуба Ольга Костромина. «Политех-СамГТУ», в составе которого играли исключительно воспитанницы самарского баскетбола, уверенно прошел по дистанции своего дебютного сезона, все время держась на втором-третьем месте, и лишь на финальном этапе, когда решалась судьба путевки в Суперлигу, несколько сбавил обороты, остановившись на четвертом месте.
При этом два игрока команды, Кристина Слепцова и Екатерина Кулькова (Борисова), получили вызов в молодежную сборную России.
Однако следующий сезон «Политех-СамГТУ» вновь был вынужден провести на любительском уровне, сосредоточившись на выступлении в чемпионате АСБ, где дошел до четвертьфинала. Летом 2012 г. «Политех» стал победителем III Всероссийской летней Универсиады, проходившей в Сургуте.
Осенью 2012 г. самарская команда вновь вернулась в число участников чемпионата России. Под руководством Алексея Соколовского «Политех-СамГТУ» выступал в Высшей лиге и закончил сезон-2012-2013 на втором месте, уступив только московской «Глории».
В сезоне 2013—2014 команда дебютировала в Суперлиге Чемпионата России, где под руководством Андрея Николаевича Безрукова заняла 7 место.
В сезоне 2014—2015 г. «Политех», под руководством Александра Гаршина становится серебряным призером Суперлиги.
В настоящий момент главным тренером клуба является Андрей Борисович Рузанов, а помощником главного тренера стала Екатерина Александровна Демагина.

## Достижения
1. Чемпион Высшей лиги 2004 г.
2. Серебряный призер Высшей лиги 2003 г.
3. Серебряный призер Высшей лиги в сезоне 2013 г.
4. Серебряный призер Суперлиги в сезоне 2014-2015г

## Администрация клуба
1.
Дмитрий
Евгеньевич Быков — президент БК
«Политех-СамГТУ».
2.
Евгений
Владимирович Франк — генеральный директор БК «Политех-СамГТУ».
3.
Владимир
Николаевич Трофимов — спортивный директор БК «Политех-СамГТУ».
4.
Ольга
Владимировна Костромина — главный администратор БК «Политех-СамГТУ».

## Тренерский состав
Главный тренер — Рузанов Андрей Борисович
Тренер — Демагина Екатерина Александровна
Главный тренер ДЮБЛ — Виктор
Курильчук

## Состав команды
1. Архипова Ирина Леонидовна Защитник-нападающий
2. Киселева Ирина Владимировна Защитник
3. Кожевникова Евгения Георгиевна Нападающий — центр
4. Соколовская Ольга Борисовна Разыгрывающий
5. Овчаренко Ольга Михайловна Защитник
6. Омельченко Ольга Александровна Нападающий
7. Евсейчева Кристина Олеговна Защитник
8. Мельникова Елена Викторовна Защитник
9. Ханыкина Татьяна Александровна Нападающий — центр

## Известные баскетболистки клуба
- Евгения Кожевникова
- Ольга Овчаренко
- Юлия Полуянова